# Elecciones generales de Suecia de 1924

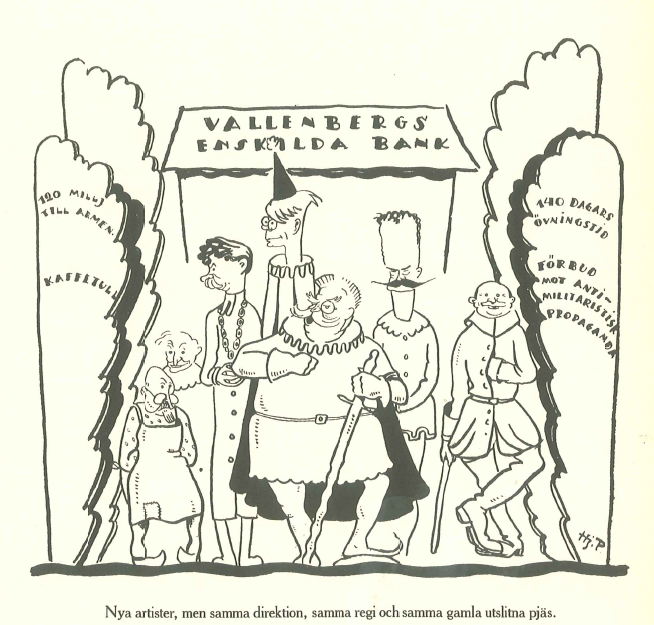
Caricatura en un periódico comunista, que muestra al nuevo gobierno de Hjalmar Branting después de las elecciones

Las elecciones generales de Suecia fueron realizadas entre el 19 y 21 de septiembre de 1924. El Partido Socialdemócrata Sueco se posicionó como el partido más grande, obteniendo 104 de los 230 escaños en la Segunda Cámara del Riksdag.

## Resultados
| Partido                                  | Votos     | %    | Escaños | +/–   |
| ---------------------------------------- | --------- | ---- | ------- | ----- |
| Partido Socialdemócrata                  | 725 407   | 41.1 | 104     | +11   |
| Liga de la Coalición Moderada            | 461 257   | 26.1 | 65      | +3    |
| Asociación Nacional de Libre Pensamiento | 228 913   | 13.0 | 29      | –12   |
| Partido del Centro                       | 190 396   | 10.8 | 23      | +2    |
| Partido Liberal                          | 69 627    | 3.9  | 4       | Nuevo |
| Partido de la Izquierda                  | 63 301    | 3.6  | 4       | –3    |
| Partido Comunista (de tendencia Höglund) | 26 301    | 1.5  | 1       | Nuevo |
| Otros partidos                           | 84        | 0.0  | 0       | 0     |
| Votos en blanco/nulos                    | 5473      | –    | –       | –     |
| Total                                    | 1 771 059 | 100  | 230     | 0     |
| Participación electoral                  | 3 338 892 | 53.0 | –       | –     |
| Fuente: Nohlen & Stöver                  |           |      |         |       |

## Formación de un nuevo Gabinete
Tras las elecciones, renunció el gabinete de Ernst Trygger, y el rey Gustavo V solicitó a Hjalmar Branting, que formara un nuevo Gabinete, en la que el líder socialdemócrata aceptó.[cita requerida]